# Премія Олександра Духновича
Премія Олександра Духновича — нагорода за найкращі літературні твори (як поезія, так і проза). Історично існували дві таких премії — перша за твори, написані будь-яким русинським діалектом, пізніша — за твори закарпатських письменників українською мовою.

## Премія фонду Стівена Чепи
Премія підтримує вжиток русинської мови в літературі. Спонсором премії є канадський фінансист Стівен Чепа з Торонто, а присуджує її Карпато-русинський науковий центр у США.
Інформація про присудження премії після 2016 року відсутня.

### Лауреати
- 1997 — Дюра Папгаргаї
- 1998 — Іван Петровцій
- 1999 — Марія Мальцовська
- 2000 — Штефан Сухий
- 2001 — Іван Калинич
- 2002 — Петро Мурянка
- 2003 — Микола Ксеняк
- 2004 — Володимир Фединишинець
- 2005 — Аґнета Бучко Папгаргаї
- 2006 — Любка Сеґеді-Фалц
- 2007 — Славко Вінаї
- 2007 — Наташа Рібовіч
- 2007 — Іван Медєші
- 2008 — Ірина Гарді-Ковачевіч
- 2009 — Олена Дуць-Файфер
- 2012 — Юрко Харитун
- 2013 — Володимир Кирда
- 2014 — Штефан Смолей
- 2015 — Людмила Шандалова
- 2016 — Василь Ябур

## Премія м. Мукачево
Премія під аналогічною назвою була заснована 2017 р. у місті Мукачеві за ініціативою міського голови Андрія Балоги. На відміну від попередньої премії, вона присуджується міською владою за твори закарпатських письменників українською мовою.